# Trung tâm Thương mại Thế giới (1973–2001)
Trung tâm Thương mại Thế giới (tiếng Anh: World Trade Center, viết tắt WTC; cũng được gọi Tòa tháp đôi) là tên gọi ban đầu cho cả tổ hợp bảy tòa nhà trước đây nằm gần cực nam Hạ Manhattan, Tp. New York, Hoa Kỳ. Đặt ngay Trung tâm quận Manhattan nổi bật với hai tòa Tháp đôi 110 tầng, được kiến trúc sư người Mỹ gốc Nhật Minoru Yamasaki thiết kế và sau đó được ký kết cho thuê 99 năm với công ty Silverstein vào năm 2001. Khởi công từ 1966 và khánh thành vào 4 tháng 4 năm 1973, nó vượt qua chiều cao của tòa Empire State lịch sử, trở thành tòa nhà cao nhất thế giới trong khoảng thời gian ngắn, trước khi tòa tháp Sears ở Chicago, Illinois hoàn tất. Hiện nay đã bị phá hủy bởi hai chiếc máy bay Boeing đâm vào trong Sự kiện 11 tháng 9.
Sau khi xây dựng hoàn thành Trung tâm Thế giới 1 và 2, những phần còn lại của khu phức hợp Trung tâm Thương mại Thế giới tiếp tục được xây dựng trong khoảng từ năm 1975 đến 1985, tiêu tốn khoảng 400 triệu USD (tương đương 2,27 tỉ USD theo thời giá 2018). Trước khi xảy ra vụ tấn công, Trung tâm Thương mại Thế giới đã từng trải qua nhiều sự cố nghiêm trọng khác, đơn cử như vụ hỏa hoạn xảy ra vào ngày 13 tháng 2 năm 1975, vụ đánh bom bằng xe tải dưới tầng hầm Tháp Bắc ngày 26 tháng 2 năm 1993, và vụ cướp ngân hàng ngày 14 tháng 1 năm 1998. Vào những năm 1990, sau khi New York phải chịu hậu quả của sự sụp đổ của nền thị trường chứng khoán năm 1987, diện tích mặt bằng cho thuê tại cả hai tòa tháp bị bỏ trống ngày càng nhiều, trước tình hình đó, Cảng vụ New York và New Jersey đã quyết định tư hữu nó bằng cách cho thuê các tòa nhà cho một doanh nghiệp tư nhân để toàn quyền quản lý. Hợp đồng cho thuê được ký kết với công ty Silverstein Properties vào tháng 7 năm 2001.
Trong khoảng thời gian gần 30 năm tồn tại, Trung tâm Thương mại Thế giới đã trở thành một trong những biểu tượng chính của thành phố New York cũng như của nước Mỹ. Biểu tượng tòa tháp đôi đã đóng một vai trò lớn trong văn hóa đại chúng, theo một khảo sát thì có đến 472 bộ phim có sự xuất hiện của tháp đôi. Sau vụ 11 tháng 9, những bộ phim có bối cảnh tháp đôi đều đã bị thay đổi thành hình ảnh khác, hoặc thậm chí là bị xóa, đặc biệt là những bộ phim khoa học viễn tưởng có cảnh tháp đôi bị phá hủy do quái vật tấn công, máy bay hay thiên thạch đâm vào, sóng thần,...
Mặc dù gọi là tháp đôi, nhưng trên thực tế chiều cao của 2 tòa nhà không đồng đều. Trong khi Tháp Bắc (WTC 1) cao 417 m chưa kể tính thêm phần cột ăng-ten thì Tháp Nam (WTC 2) chỉ có 415,1 m.

## Ban đầu

### Vị trí

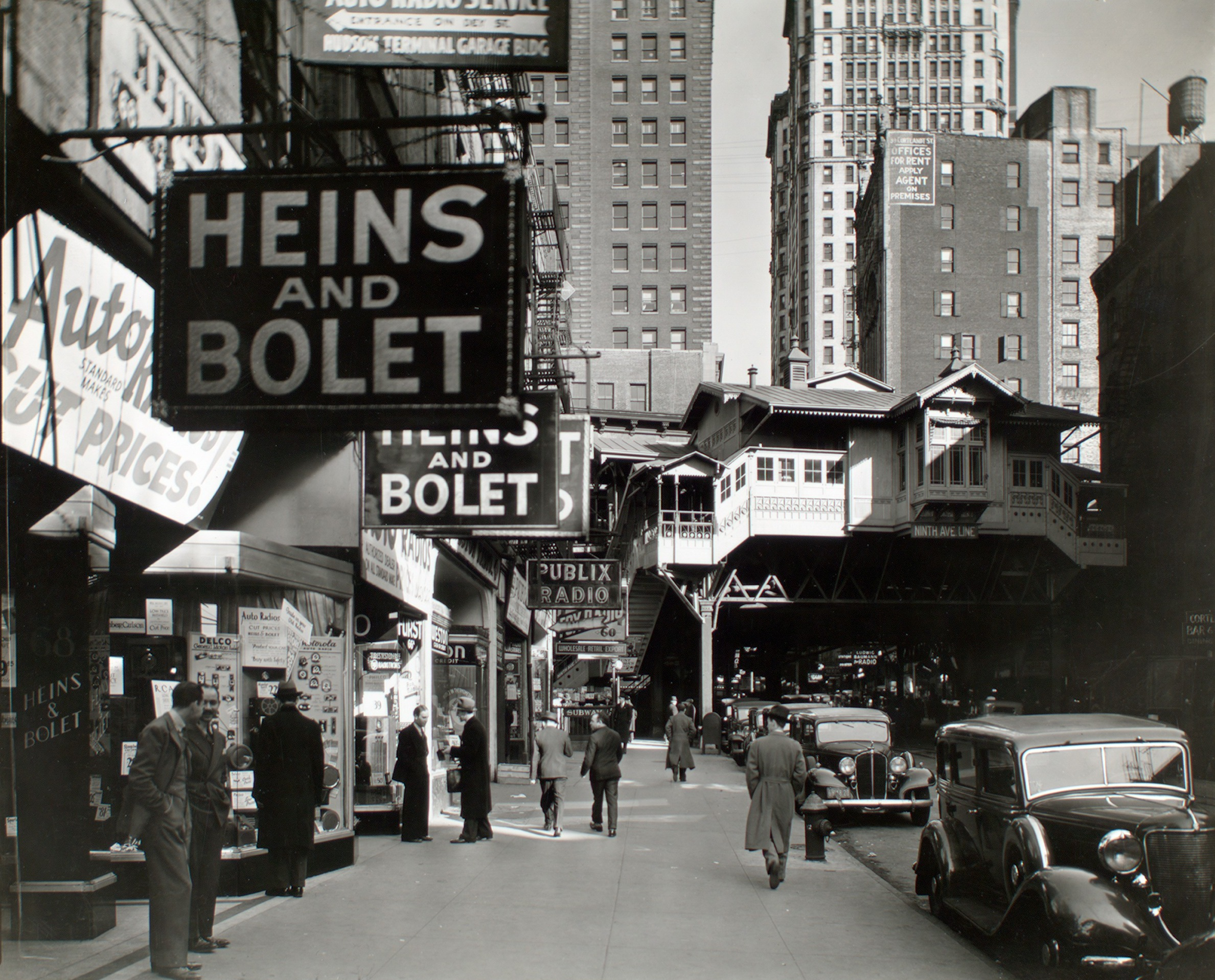
Phố Hàng Đài vào năm 1936 cùng với đường Cortlandt, phía sau là nhà ga.

Đảo Manhattan lúc khởi nguyên bé hơn so với Manhattan ngày nay. Phần Tây của Hạ Manhattan, cụ thể khu vực Trung tâm Thương mại Thế giới ngày nay, từ xưa nằm dưới sông Hudson. Khu vực bờ xưa kia chỉ giới hạn đến phía Tây phố Greenwich ngày nay. Cũng trên khu vực bờ sông này, gần ngã tư giữa phố Greenwich với phố Dey, tàu Tyger của nhà thám hiểm người Hà Lan Andriaen Block bị cháy vào tháng 11 năm 1613, khiến ông và thủy thủ đoàn bị mắc kẹt, buộc họ phải sống sót qua mùa đông khắc nghiệt trên đảo. Họ đã xây dựng những khu định cư đầu tiên của người Châu Âu trên mảnh đất Manhattan. Phần còn lại của tàu Tyger sau đó bị chôn vùi bởi hàng tấn đất đá trong quá trình lấp đất lấn sông mở rộng đảo năm 1797, sau này mới được phát hiện trong cuộc khai quật vào năm 1916. Xác của một con tàu khác có niên đại khoảng 300 năm được tìm thấy năm 2010 trong cuộc khai quật cũng tại khu vực này. Con tàu thứ 2 này được nhiều người tin rằng đây là một trong những chiếc thuyền sloop trên sông Hudson. Con tàu được tìm thấy cách chỗ đứng của tháp đôi về hướng Nam, sâu khoảng 20 feet (6.1 m) dưới mặt đất.
Một thời gian sau, khu vực trở thành khu Radio Row (tạm dịch: Phố Hàng đài) tại thành phố New York, tồn tại từ năm 1921 đến năm 1966. Trước phố Hàng đài, đây từng là một quận kho (warehouse district) cho khu Tribeca và Khu Tài chính. Năm 1921, Harry Schneck đã khai trương một cửa hàng điện tử trên đường Cortlandt mang tên City Radio. Sau đó, khu vực này dần phát triển trở thành vùng tập trung của nhiều cửa hàng điện tử lớn nhỏ với đường Cortlandt là tuyến đường trọng tâm chạy xuyên qua. Tại nơi đây, những chiếc radio đã qua sử dụng, những đồ dùng điện tử còn thừa sau chiến tranh (như radio AN/ARC-5), đồ thải bỏ và những phần linh kiện khác được chất đống tại đây nhiều đến nỗi tràn ngập cả ra đường, thu hút nhiều nhà sưu tập cũng như người ăn xin. Đây cũng có thể được xem như là nguồn gốc của loại hình kinh doanh phân phối linh kiện điện tử.

### Ý tưởng ban đầu
Ý tưởng việc thành lập Trung tâm Thương mại Thế giới ở thành phố New York lần đầu được đề xuất năm 1943. Cơ quan lập pháp bang New York đã thông qua dự luật ủy quyền cho Thống đốc New York bấy giờ là Thomas E. Dewey để bắt đầu phát triển kế hoạch dự án, nhưng kế hoạch đã bị hoãn lại năm 1949. Suốt những năm cuối 1940 đến 1950, sự phát triển kinh tế tại thành phố New York tập trung ở vùng Trung Manhattan. Nhằm kích thích quá trình đô thị hóa ở Hạ Manhattan đuổi kịp với Trung Manhattan, David Rockefeller đề nghị Cảng vụ nên xây dựng một Trung tâm Thương mại Thế giới tại Hạ Manhattan.
Cảng vụ có 2 lựa chọn: khu vực phía Đông Hạ Manhattan, gần hải cảng South Street hoặc khu vực phía Tây, gần trạm đường sắt Houston and Manhattan (H&M). Theo kế hoạch ban đầu công bố năm 1961, Cảng vụ xác định chọn khu vực dọc sông Đông dành để xây dựng Trung tâm Thương mại Thế giới. Nhưng do là cơ quan song bang, những dự án mới được Cảng vụ đề xuất đều cần phải có sự chấp thuận của Thống đốc cả 2 bang New York và New Jersey. Thống đốc bang New Jersey Robert B. Meyner đã phản đối dự án trị giá 335 triệu USD này của New York. Đến cuối năm 1961, những cuộc đàm phán với Thống đốc bang New Jersey dần đi vào bế tắc.
Vào thời điểm đó, số hành khách đi tàu trên tuyến đường sắt New Jersey's H&M đã sụt giảm đáng kể từ 113 triệu hành khách vào năm 1927 xuống còn 26 triệu vào năm 1958 sau khi người ta xây hầm chui và cầu bắc qua sông Hudson. Trong một cuộc gặp giữa giám đốc Cảng vụ Austin J. Tobin với Richard J. Hughes, tân thống đốc bang New Jersey, Cảng vụ đề nghị rằng họ sẽ tiếp nhận đường sắt H&M. Đồng thời Cảng vụ cũng quyết định sẽ dời dự án Trung tâm Thương mại Thế giới sang khu vực phía Tây đảo Manhattan thay vì phía Đông như dự định trước đó, cụ thể là ngay tại khu đất của tòa nhà Hudson Terminal, vị trí này tạo sự thuận tiện hơn cho người dân ở bên New Jersey đến làm việc hằng ngày. Như vậy, bằng việc mua lại tuyến đường sắt H&M, cũng như thỏa thuận về vị trí mới của Trung tâm Thương mại Thế giới, chính quyền New Jersey đã chấp thuận việc hỗ trợ cho dự án Trung tâm Thương mại Thế giới. Cũng theo thỏa thuận, Cảng vụ đã đổi tên tuyến đường sắt thành Port Authority Trans-Hudson, gọi tắt là PATH.
Việc trưng thu khu đất bao quanh bởi 4 tuyến Vesey, Church, Liberty, và West đã được lên kế hoạch từ năm 1961. Nhằm đền bù cho những chủ doanh nghiệp buộc phải di dời tại Phố Hàng đài, Cảng vụ bồi thường cho mỗi hộ kinh doanh 3,000 USD (tương đương 24,676 USD theo thời giá 2020) bất kể quy mô lớn nhỏ thế nào hay doanh nghiệp đó đã kinh doanh tại đó trong bao lâu, việc đền bù bắt đầu thực hiện từ tháng 3 năm 1965, đến tháng 3 năm 1966 thì Phố Hàng đài bắt đầu bị dỡ bỏ, việc dỡ bỏ hoàn thành vào cuối năm đó.
Những bất đồng về thuế đã xảy ra. Sự đồng thuận giữa Thị trưởng thành phố New York và Hội đồng Thành phố gặp nhiều trở ngại. Ngày 3 tháng 8 năm 1966, các bên đưa ra nhất trí, theo đó Cảng vụ sẽ phải đóng một khoản tiền hằng năm cho thành phố New York như là một khoản thuế khi cho những doanh nghiệp tư nhân thuê những phần trong Trung tâm Thương mại Thế giới.

## Khởi công

### Thiết kế
Ngày 20 tháng 9 năm 1962, Cảng vụ đưa ra thông báo về việc chọn Minoru Yamasaki làm kiến trúc sư trưởng, Emery Roth & Sons làm phó kiến trúc sư. Yamasaki nghĩ ra sáng kiến đây sẽ là một cặp công trình giống nhau, theo ý tưởng ban đầu, mỗi tháp cao 80 tầng, nhưng để đáp ứng yêu cầu từ Cảng vụ là cần 10,000,000 feet vuông (930,000 m²) văn phòng làm việc, mỗi tháp buộc phải cao 110 tầng.
Bản thiết kế Trung tâm Thương mại Thế giới của Yamasaki được công bố vào ngày 18 tháng 1 năm 1964, cho thấy đây là 2 tòa nhà có đáy hình vuông khuyết 4 góc, cạnh 208 feet (63 m), tòa nhà được thiết kế với những cửa sổ hẹp rộng 18 inch (46 cm) cách đều nhau, một minh chứng rõ ràng cho thấy Yamasaki sợ độ cao cũng như ông muốn tạo cảm giác an toàn cho những người thuê ở bên trong. Theo thiết kế, mặt ngoài tòa nhà được phủ lớp hợp kim nhôm. Trung tâm Thương mại Thế giới là một trong những biểu tượng tiêu biểu, hoàn thiện nhất của Hoa Kỳ thể hiện được chuẩn mực kiến trúc thường thấy ở Le Corbusier và phản ánh biểu hiện ảnh hưởng mạnh mẽ đến xu hướng Tân Gothic ở Yamasaki về sau. Ông cũng được truyền nguồn cảm hứng từ kiến trúc Ả Rập, một số yếu tố trong nền kiến trúc ấy được ông kết hợp, lồng ghép vào trong các bản thiết kế công trình của mình. Trước đó, năm 1961, ông có góp một phần vào giai đoạn cuối trong quá trình xây dựng sân bay quốc tế Dhahran.

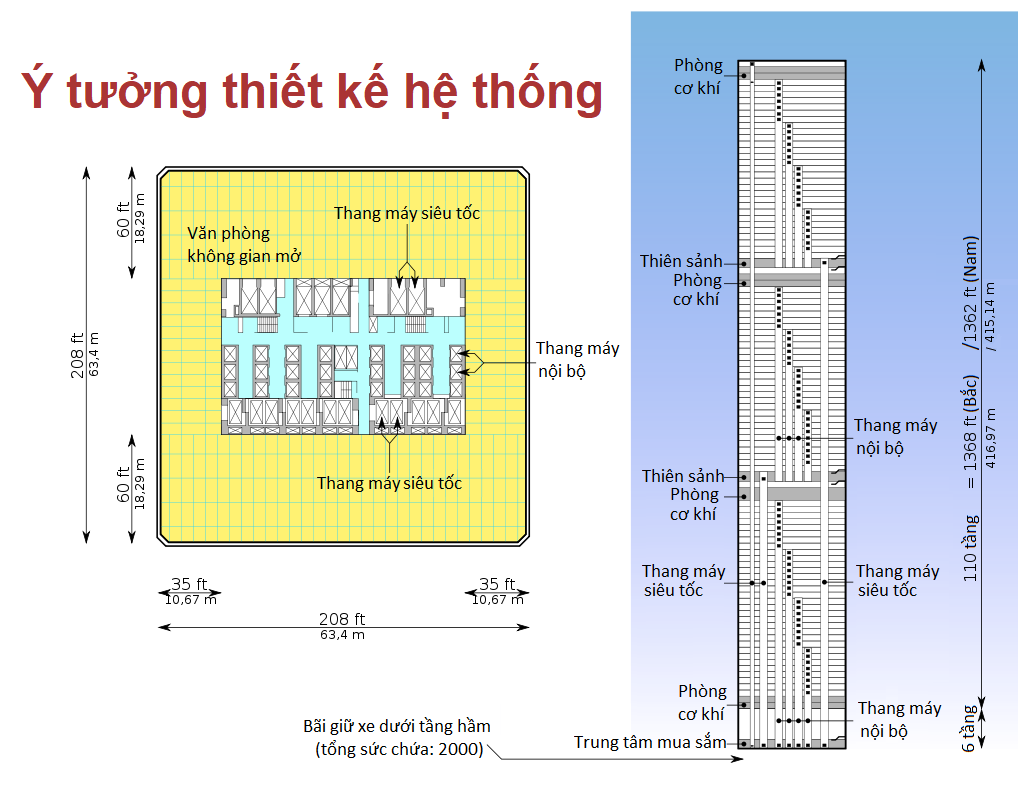
Sơ đồ mô phỏng hệ thống bên trong Trung tâm Thương mại Thế giới.

Yếu tố chính giới hạn độ cao của những tòa nhà cao tầng đó chính là vấn đề thang máy. Công trình càng cao, thời gian di chuyển càng dài, lượng hành khách sử dụng thang máy càng lớn, cần càng nhiều thang máy để phục vụ, dẫn đến phần thang máy chiếm diện tích lớn... Yamasaki và các kỹ sư đã sử dụng giải pháp chia hệ thống vận chuyển của thang máy thành nhiều phần, cụ thể họ chia mỗi tòa nhà thành 3 phần, giữa mỗi phần sẽ có một  sảnh chờ gọi là "sky lobby" (tạm dịch: thiên sảnh), hành khách muốn lên những tầng thuộc phần giữa hay trên của tòa nhà thì sẽ sử dụng thang máy siêu tốc (hay thang máy chính, loại thang máy chỉ lên duy nhất 1 tầng cố định và không dừng lại giữa các tầng như thang máy thường) để lên đến thiên sảnh, sau đó từ thiên sảnh dùng thang máy nội bộ (hay thang máy phụ) để lên tầng cao hơn. Hệ thống này được lấy cảm hứng từ hệ thống tàu điện ngầm của thành phố New York cũng với phương thức hoạt động tương tự. Với cách làm này, diện tích không gian sử dụng tại mỗi tầng được tăng lên từ 62% lên 75% nhờ giảm bớt lượng thang máy. Tổng cộng, mỗi tháp có 99 thang máy các loại.

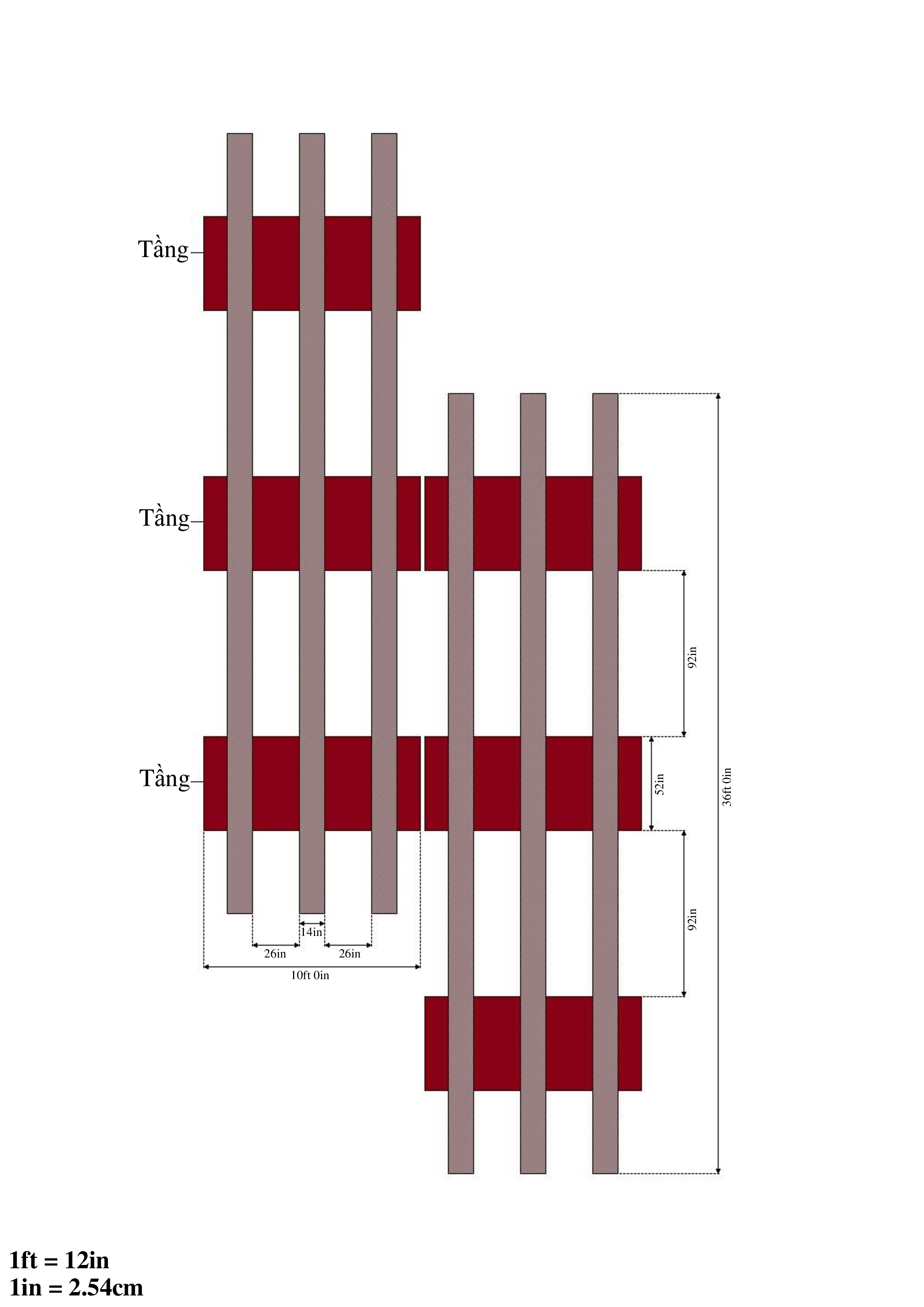
Bản vẽ thiết kế tấm mô-đun.

Vốn là một cơ quan liên bang, Cảng vụ không bị ràng buộc bởi những quy định, luật pháp của bất cứ cơ quan hành chính địa phương nào (cụ thể là thành phố New York), kể cả các quy tắc về xây dựng. Tuy vậy, các kỹ sư của Trung tâm Thương mại Thế giới đã đi đến quyết định cuối cùng đó là thực hiện theo phiên bản dự thảo của bộ quy chuẩn xây dựng mới thành phố New York năm 1968.
Tháp được xây theo dạng kiến trúc khung ống, đề xuất bởi kỹ sư người Mỹ gốc Bangladesh Fazlur Rahman Khan. Đây là một giải pháp mới khi mà các cột đỡ được tập trung ở trọng tâm và 4 cạnh của tháp, giúp tăng diện tích không gian sử dụng, khác với phương pháp truyền thống là để các cột chịu tải nằm bên trong. Mỗi tháp có 236 cột thép, mỗi cạnh 59 cột, chịu lực tốt, độ bền cao, hoạt động theo nguyên tắc giàn Vierendeel. Các cột được đặt sát nhau tạo thành một cấu trúc tường vững chãi, giúp hỗ trợ phân tán đều lực tác động theo phương ngang gây ra bởi gió, cũng như hỗ trợ trọng lực tải cho các cột ở lõi. Từ tầng 7 trở xuống, xuống tận nền móng, số lượng cột ít hơn, khoảng cách cột thưa hơn để lắp cửa ra vào. Từ tầng 7 trở lên, mỗi cột chia thành 3 nhánh, tạo thành hình đinh ba, chạy lên suốt chiều cao tòa nhà. Để có được hình dáng như vậy, người ta dùng những tấm dầm thép đúc sẵn gọi là tấm Mô-đun rộng 10 feet (3 m), cao 36 feet (10.9 m). Mỗi tấm như vậy gồm 2 tầng hoàn chỉnh và 2 hai nửa tầng trên dưới. Ngăn cách giữa các tầng là tấm mắc spandrel bằng thép dày 52 inch (1.3 m).

Lõi tháp bao gồm các thang máy, đường dẫn dây cáp ống, nhà vệ sinh, 3 cầu thang bộ cùng nhiều phòng chức năng hỗ trợ khác. Lõi tháp hình chữ nhật cạnh 87 x 135 feet (27 x 41 m) với 47 cột chạy từ sâu dưới nền móng lên đỉnh tháp. Một mạng lưới các kèo chính và phụ hỗ trợ nâng đỡ các tầng. Giữa 2 tầng cách nhau bởi một lớp bê tông dày 4 inch (10.2 cm), các thanh kèo thép bên dưới sẽ hỗ trợ nâng lớp bê tông. Ở mặt trên cùng của kèo, có những móc nhỏ nhô ra 3 inch (7.6 cm) gọi là các đốt hay "knuckle" sẽ chìm trong bê tông khi bê tông được đổ vào. Phần móc nhô ra này tạo liên kết có chức năng như những chiếc mắc cố định, kết nối 2 phần lại với nhau, tạo ra 1 khối tổng hợp: lớp bê tông và các kèo thép sẽ dao động cùng nhau. Nếu không có các "knuckle" này, lớp bê tông và kèo sẽ dao động độc lập, so le với nhau gây ra sự nứt vỡ tháp. Dàn chính dài 18.3 m (60 ft) hoặc 10.7 m (35 ft), cách nhau 2 m (6.7  t). Các giàn cầu chèn vuông góc với các giàn chính, mỗi giàn cầu cách nhau 4 m (13.3 ft). Dầm sàn và giàn ống sắt đúc chung với nhau thành 1 tấm rộng 6.1 m (20 ft), nẹp vào giàn chính tạo thành cầu nối giữa các cột lõi với cột ngoài. Thanh biên dưới của giàn chính kết nối với tấm mắc của cột ngoài bằng bộ giảm chấn Viscoelastic. Khi có gió thổi, các giảm chấn này sẽ hấp thụ năng lượng, làm tháp giảm rung và lắc lư xuống mức an toàn.

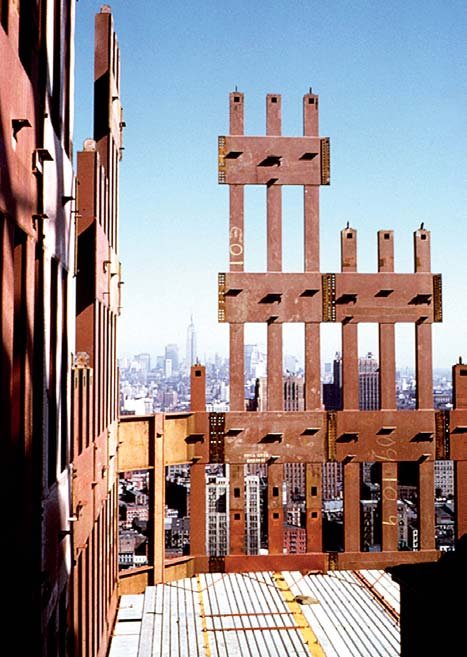
Ảnh chụp cho thấy các tấm mô-đun được sắp xếp sole nhau.
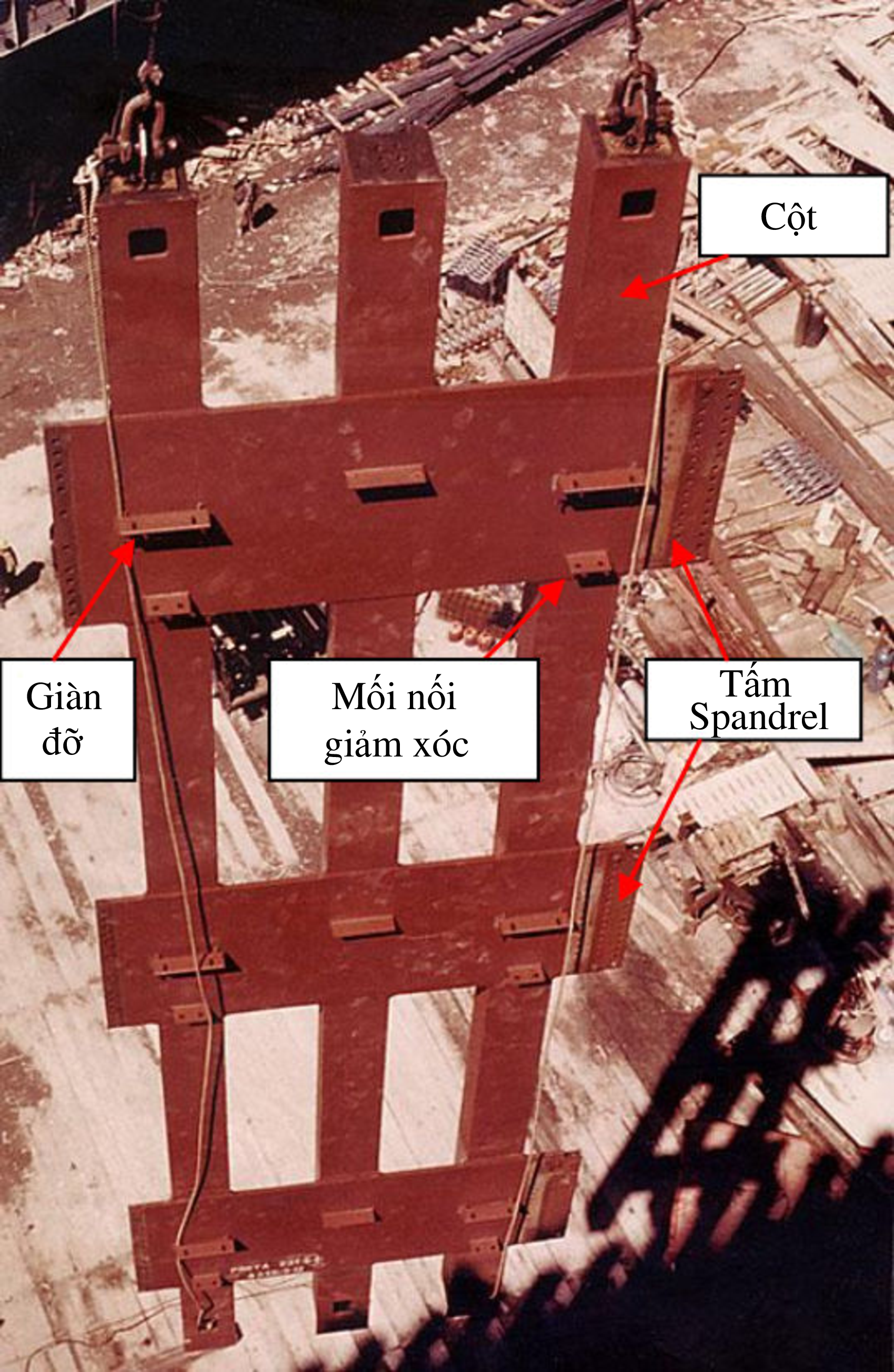
Thành phần cấu tạo nên tấm mô-đun.
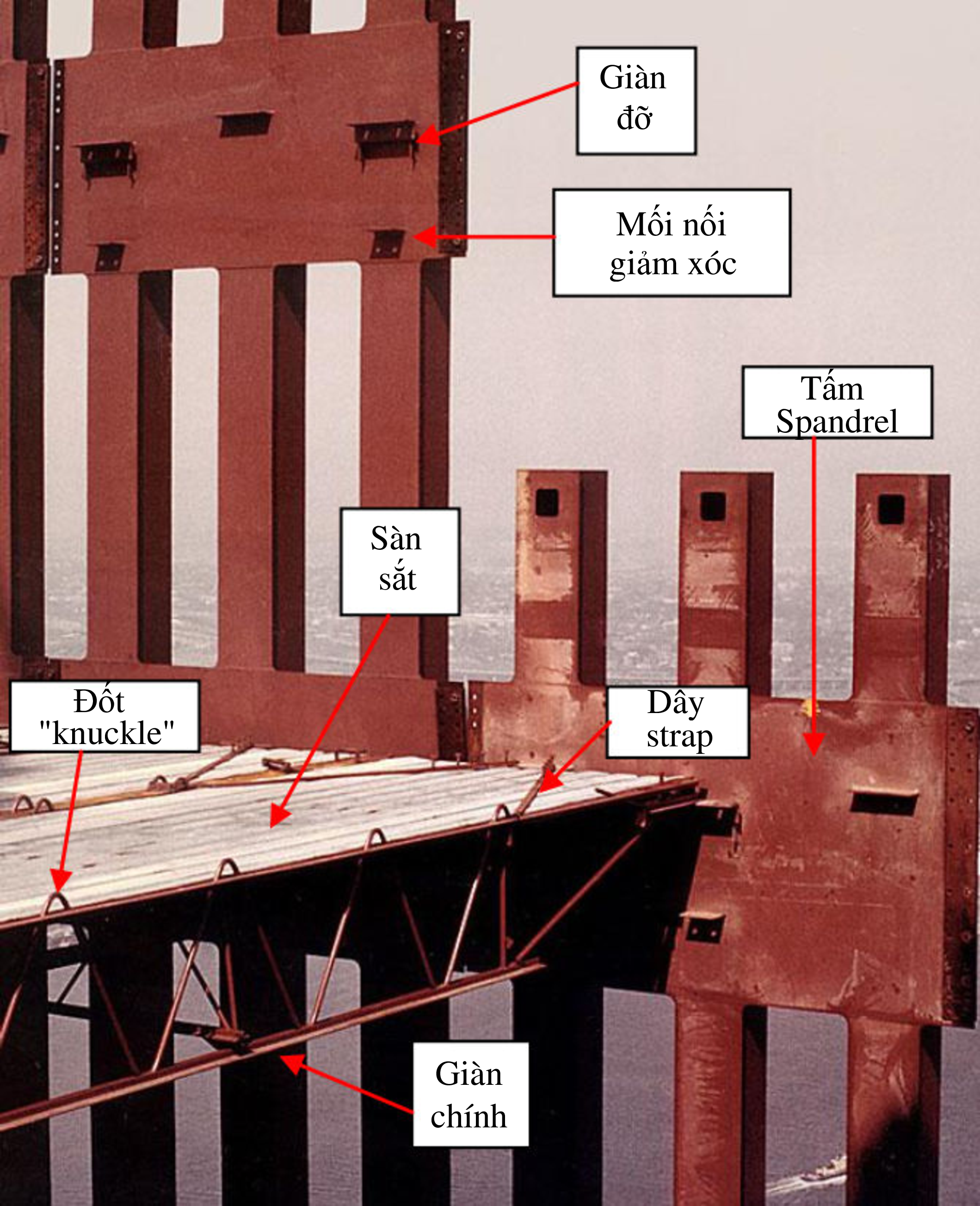
Tấm mô-đun được nối với dàn chính.
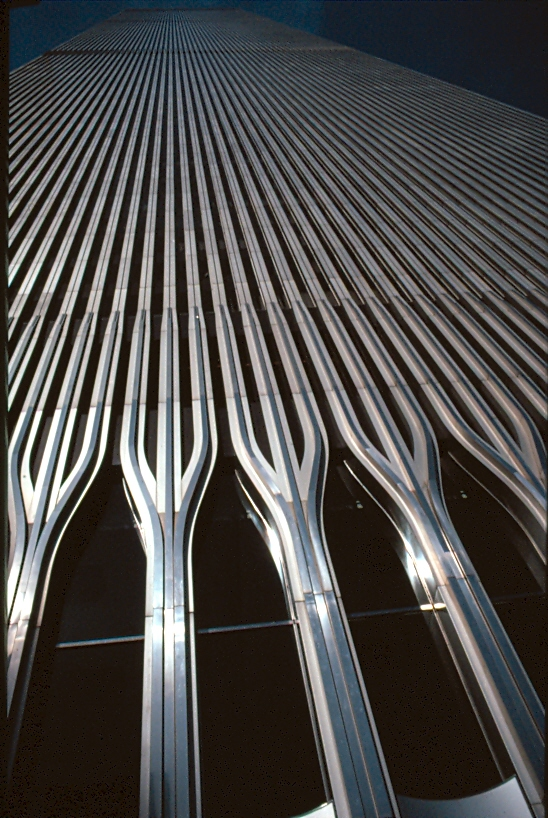
Tòa tháp đôi nhìn từ dưới lên vào ngày 9 tháng 8 năm 1979.

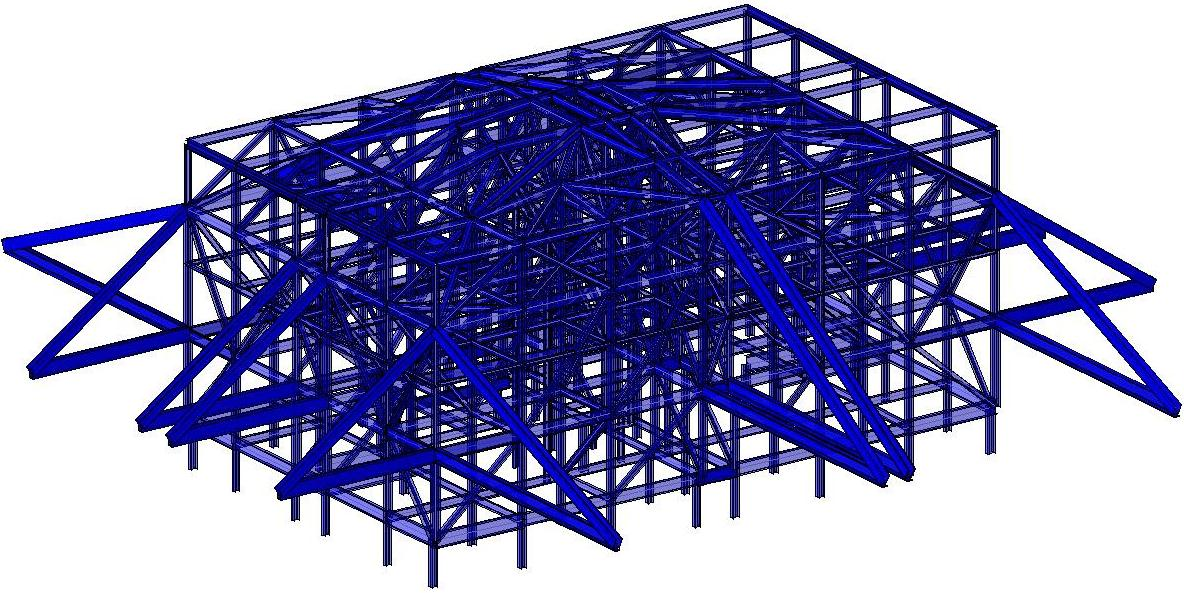
Hình vẽ mô phỏng cấu trúc giàn mũ.

Từ tầng 107 đến nóc mỗi tháp được trang bị bộ thanh giằng thép dày đặc, gọi là giàn mũ. Bộ thanh giằng này giúp hỗ trợ chiếc ăng-ten khổng lồ trên đỉnh mỗi tháp, dù rằng trên thục tế chỉ có tháp số 1 là có lắp ăng-ten vào năm 1978. Giàn mũ còn có chức năng tạo liên kết bổ sung giữa cột lõi và cột ngoài, nhằm phân chia tải trọng đều khắp tháp.
Với thiết kế dạng khung ống, sử dụng lõi thép cùng cột bao ngoài được phủ lớp vật liệu chống cháy, tất cả tạo nên 1 công trình tương đối nhẹ về mặt khối lượng, có độ linh hoạt trước thời tiết gió cao hơn so với những công trình trước đó, cụ thể là công trình Empire States, dù có lõi và khung từ thép nhưng lại được xây lớp tường gạch nặng nề bên ngoài để chống cháy lan, nhằm tránh ảnh hưởng nhiều đến kết cấu thép bên trong khi có hỏa hoạn xảy ra. Trong quá trình thiết kế, hệ thống ống thông gió đã hoàn tất việc thử nghiệm, sẵn sàng trang bị cho tháp đôi.

### Xây dựng

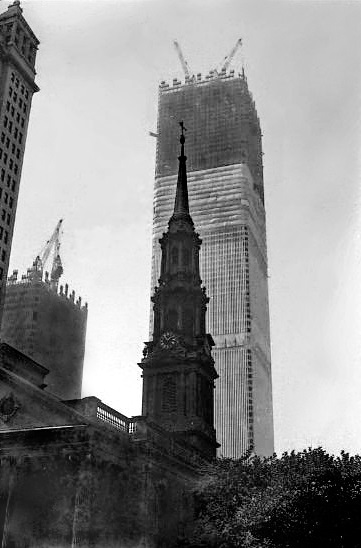
Trung tâm Thương mại Thế giới đang trong quá trình thi công tháng 5 năm 1970.

Tháng 3 năm 1965, Cảng vụ bắt đầu giải tỏa khu đất để nhường chỗ cho Trung tâm Thương mại Thế giới. Việc tháo dỡ và giải tỏa diễn ra từ 21 tháng 3 năm 1966, 13 ô phố của khu Radio Row chính thức hoàn thành dỡ bỏ vào ngày 5 năm 8 năm 1966. Do được cấu thành từ nhiều ô phố nhỏ, nên để có được một superblock, những con đường phân cách các phố cũng bị giải tỏa nốt. Cụ thể, một phần các đường Fulton, Dey, Cortlandt, Greenwich được dẹp bỏ để nhường chỗ cho Trung tâm Thương mại Thế giới. Sau 11-9, những con đường này được khôi phục lại phần nào.
Khu vực Trung tâm Thương mại Thế giới tọa lạc ở bên trên phần đất mở rộng có lớp nền tự nhiên cách mặt đất 65 feet (20 m). Trước khi xây dựng Trung tâm Thương mại Thế giới, người ta phải đặt "the bathtub" vào trước bằng cách xây dựng tường hào đất (slurry wall) tiếp giáp mặt tiền phố West để ngăn nước ngầm cũng như áp lực nước từ sông Hudson chảy vào công trình. Phương pháp được John M. Kyle Jr. đưa ra, cụ thể, công nhân sẽ đào một rãnh hẹp, rộng 3 feet (91 cm), dài và sâu xuống lớp nền tự nhiên, sau đó bơm vào đó hỗn hợp gồm betonite và nước để làm dung dịch giữ thành, đảm bảo ngăn chặn nước từ các khe nước ngầm, lấp các lỗ, khe nứt đồng thời giữ sự ổn định cho thành rãnh khoan. Sau đó người ta đặt lồng thép vào trong rãnh, rồi dùng phương pháp giống với công nghệ thi công cọc nhồi bê tông để bơm bê tông vào, đẩy hỗn hợp bentonite và nước ra. Mất 14 tháng để hoàn thành công đoạn xây dựng tường hào chống thấm này. 1,200,000 yard khối (920,000 m³) đất và vật liệu đào lên được trong quá trình thi công được dùng để mở rộng đảo ở vị trí phố West, tạo ra khu Battery Park City.
Tháng 1 năm 1967, Cảng vụ chi 74 triệu USD cho các hợp đồng cung cấp thép từ nhiều nhà thầu khác nhau. Tháp Bắc được xây dựng trước tiên vào tháng 8 năm 1968, sau đó đến tháp Nam vào tháng 1 năm 1969. Lễ cất nóc của WTC 1 diễn ra vào ngày 23 tháng 12 năm 1970, kế đến là WTC 2 vào 19 tháng 7 năm 1971. Việc đúc và lắp ghép sẵn phụ kiện xây dựng từ trước sau đó ghép vào giúp đẩy nhanh quá trình xây dựng công trình, những người thuê bắt đầu dọn vào làm việc từ 15 năm 12 năm 1970, trong khi công trình vẫn còn trong giai đoạn xây dựng. Tháp Nam bắt đầu cho thuê từ tháng 1 năm 1972. Tại thời điểm Trung tâm Thương mại Thế giới được xây xong, Cảng vụ đã chi tổng cộng 900 triệu USD. Lễ cắt băng khánh thành được tổ chức ngày 4 tháng 4 năm 1973.
Ngoài tháp đôi, khu phức hợp Trung tâm Thương mại Thế giới còn bao gồm thêm 4 công trình thấp tầng khác (WTC 3, 4, 5, 6) bao xung quanh tháp đôi được xây dựng ngay sau khi tháp đôi vừa xong, nửa đầu thập niên 80 thì có thêm Trung tâm Thương mại Thế giới số 7. Nhìn tổng thể, tổ hợp Trung tâm Thương mại Thế giới tạo thành một superblock rộng 16 acre (65,000 m²).

### Phê bình

Bản đồ quy hoạch khu phức hợp Trung tâm Thương mại Thế giới (cũ).

Dự án Trung tâm Thương mại Thế giới là một dự án gây nhiều tranh cãi. Khu vực này vốn dĩ là vị trí của Phố Hàng đài, là chỗ ở của hàng trăm hộ cư dân, những tiểu thương, hộ kinh doanh, doanh nghiệp, chủ đầu tư bất động sản,... Một số người nhất quyết không chịu di dời. Những tiểu thương có tiếng nói đã tìm kiếm những giải pháp như dùng luật để "thách thức" lại luật trưng thu của Cảng vụ. Vụ việc thậm chí được đưa lên Tòa án Tối cao để giải quyết nhưng bị Tòa án lại trả hồ sơ.
Các nhà phát triển bất động sản tư nhân và các thành viên của Hội đồng quản trị bất động sản New York, dẫn đầu bởi Lawrence Wien – chủ sở hữu Empire State bấy giờ – bày tỏ quan ngại rằng với một lượng lớn không gian văn phòng mở "trợ giá" được tung ra thị trường như vậy sẽ tạo ra cạnh tranh với các khu vực tư nhân, vốn dĩ đã quá dư thừa chỗ trống cho thuê văn phòng. Bản thân Trung tâm Thương mại Thế giới cũng không hoàn toàn kín chỗ cho thuê đến tận năm 1979, khi mà Cảng vụ hạ giá thuê mặt bằng xuống mức thấp hơn giá mặt bằng xung quanh. Một số khác đặt câu hỏi rằng liệu Cảng vụ đáng lẽ có nên thực hiện dự án "ưu tiên xã hội sai lầm" này hay không.
Tính thẩm mỹ của Trung tâm Thương mại Thế giới đã thu hút sự quan tâm của các nhà phê bình từ Hiệp hội Kiến trúc Hoa Kỳ cùng các tổ chức khác. Lewis Mumford, tác giả cuốn The City in History cùng nhiều tác phẩm về quy hoạch đô thị khác, chỉ trích dự án này, ông miêu tả nó cũng như các tòa nhà chọc trời khác nhìn như "thứ tủ hồ sơ toàn làm bằng kính và sắt". Tháp đôi được miêu tả trông như "hai cái hộp dùng để đựng Empire State Building và Chrysler Building". Nhiều người không thích thiết kế cửa sổ văn phòng hẹp như vậy, khi mà chiều rộng chỉ có 26 inch (66 cm), thêm vào đó tầm nhìn ra bên ngoài cũng bị hạn chế do cột chắn giữa các cửa sổ vốn dĩ đã hẹp. Nhà hoạt động xã hội Jane Jacobs bày tỏ quyết liệt rằng góc nhìn ra bờ sông phải thật thông thoáng để người dân New York có thể ngắm cảnh.
Một bộ phận người chỉ trích cho rằng với thiết kế superblock như vậy, Trung tâm Thương mại Thế giới đã phá vỡ đi hình ảnh những khu phố quen thuộc vốn đã có từ lâu của Manhattan, cũng như phá vỡ đi sự phức tạp trong mạng lưới giao thông đặc biệt của Manhattan. Lấy ví dụ, trong quyển The Pentagon of power, Lewis Mumford tố cáo Trung tâm Thương mại Thế giới là "ví dụ điển hình cho sự rỗng tuếch của chủ nghĩa khổng lồ và sự phô trương trong công nghệ xây dựng đã lột bỏ đi những mô sống của thành phố". Có thể nói rằng, theo họ, nếu ví một thành phố như một con người bằng xương bằng thịt, thì việc phô trương công nghệ (ở đây ám chỉ việc xây dựng Trung tâm Thương mại Thế giới) giống như biến người đó trở thành 1 Cyborg.

## Tổ hợp
Tổ hợp Trung tâm Thương mại Thế giới là nơi làm việc của hơn 430 công ty, tham gia vào các hoạt động thương mại khác nhau. Ngày thường, ước tính có hơn 50,000 người làm việc trong khu phức hợp và 140,000 khách tham quan. Toàn bộ khu tổ hợp bao gồm 13,400,000 feet vuông (1,240,000 m²) không gian làm việc văn phòng, do không gian quá lớn, nó có hẳn 1 zip code riêng: 10048. Công trình cung cấp góc nhìn toàn cảnh Manhattan từ đài quan sát trong nhà ở tầng 107 tháp Bắc, từ đài quan sát ngoài trời ở đỉnh của tháp Nam và từ nhà hàng Windows on the World trên tầng 106, 107 ở tháp Bắc. Tháp đôi trở nên nổi tiếng toàn thế giới khi xuất hiện trên vô số các bộ phim và chương trình truyền hình, cũng như trên bưu thiếp và các mặt hàng khác. Cùng với Empire State Building, Chrysler Building và tượng Nữ thần Tự do, tháp đôi cũng trở thành biểu tượng của New York. Trung tâm Thương mại Thế giới được so sánh ngang với Rockerfeller Center, tổ hợp mà anh trai David Rockerfeller – Nelson Rockerfeller đã phát triển trước đó ở Trung Manhattan.

### WTC 1 và WTC 2

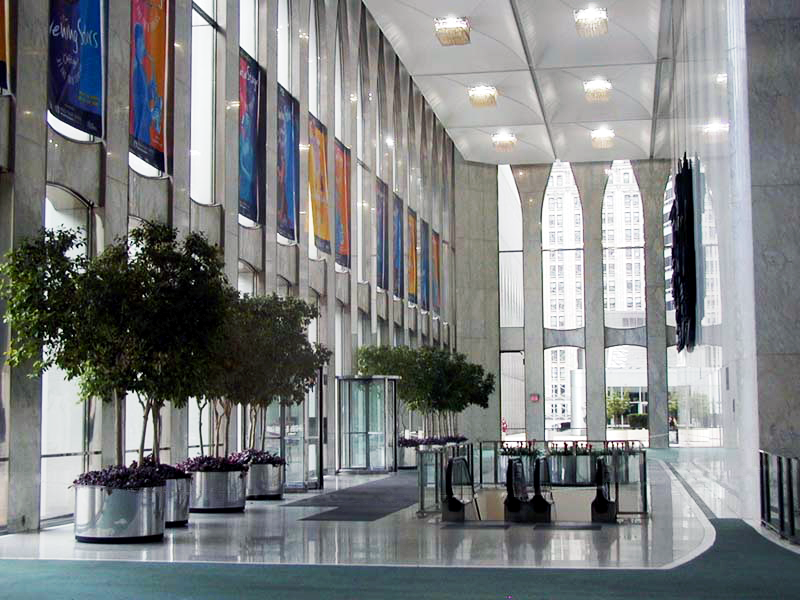
Góc nhìn vào phía Nam từ mặt Đông WTC 1, ngày 19 tháng 8 năm 2000.

WTC 1 và WTC 2, thường được gọi bằng tháp Bắc, hoặc tháp Nam, được thiết kế bởi Minoru Yamasaki theo kiến trúc khung ống, cung cấp cho người thuê các tầng không gian rộng rãi, không gián đoạn, hay gây cảm giác gò bó chật hẹp do cột và tường mang lại, là công trình chủ chốt của cả tổ hợp Trung tâm Thương mại Thế giới. WTC 1 bắt đầu xây dựng từ tháng 8 năm 1968, WTC 2 bắt đầu vào tháng 1 năm 1969. Khi hoàn thành vào năm 1972, tháp Bắc trở thành tòa nhà cao nhất thế giới thời điểm đó trong suốt 2 năm, phá vỡ kỷ lục mà Empire State nắm giữ trước đó suốt 40 năm. Tháp Bắc cao 1,368 feet (417 m), cộng với chiếc ăng-ten cao 362 feet (110 m) dựng vào năm 1978, tổng cộng tháp Bắc có chiều cao 1,730 feet (530 m) tính đến điểm cao nhất của tòa nhà. Tháp Sears ở Chicago, Illinois, Mỹ, hoàn thành tháng 5 năm 1973 đã soán ngôi tháp Bắc khi đạt 1,450 feet (440 m) tính đến tầng thượng.

Góc nhìn từ ban công xuống tại WTC 2, này 14 tháng 10 năm 1988. Bên trái là các thang máy.

Khi hoàn thành năm 1973, tháp Nam trở thành tòa nhà cao thứ nhì thế giới với chiều cao 1,362 feet (415 m). Đài quan sát tầng thượng ngoài trời ở độ cao 1,362 feet (415 m) và đài quan sát trong nhà ở độ cao 1,310 feet (410 m). Cả 2 tháp chiếm diện tích khoảng 1 mẫu Anh (4,000 m²) trong tổng số 16 mẫu Anh (65,000 m²) diện tích toàn khu phức hợp. Trong một cuộc họp báo năm 1973, khi Yamasaki được hỏi "tại sao lại là 2 tòa nhà 110 tầng, mà không phải 1 tòa nhà 220 tầng?" ông tặc lưỡi đáp lại: "tôi không muốn đánh mất đi yếu tố human scale".
Trong suốt thời gian tồn tại của mình, chưa có công trình nào có số tầng nhiều hơn tháp đôi, kể cả tháp Sears (110 tầng). Mãi sau này, khi xây dựng Burj Khalifa (2010) kỷ lục này mới bị vượt qua. Mỗi tháp có trọng lượng khoảng 500,000 tấn.

### Quảng trường Austin J. Tobin

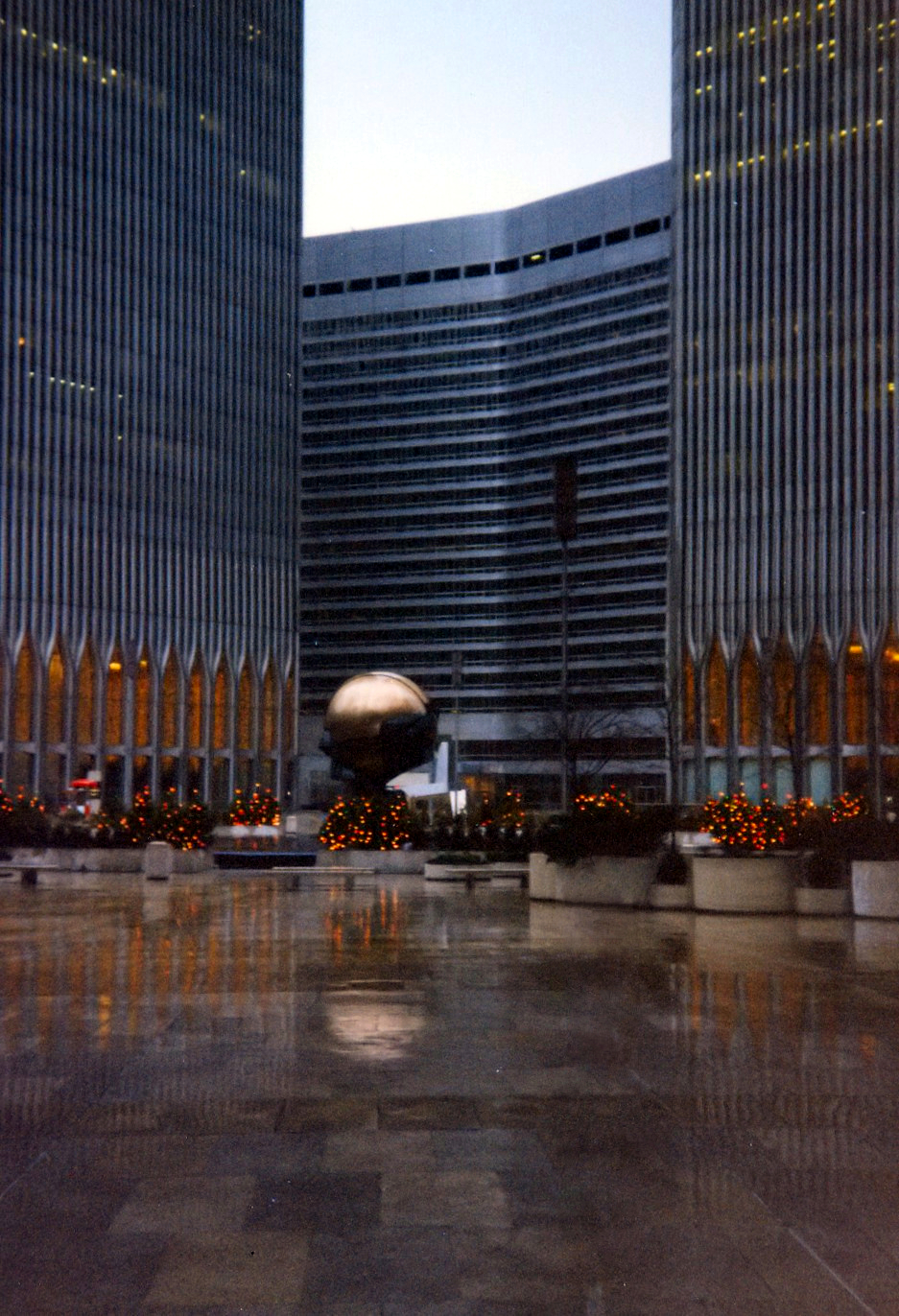
Quảng trường Austin J. Tobin nhìn về hướng Tây, giữa tháp đôi là khách sạn Marriott (WTC 3) năm 1995.

Nguyên mẫu Trung tâm Thương mại Thế giới có một quảng trường rộng 5 mẫu Anh được bao quanh bởi 6 công trình trong tổ hợp. Năm 1978, quảng trường này được đổi tên thành quảng trường Austin J. Tobin, theo tên của cố chủ tịch Cảng vụ New York và New Jersey vừa qua đời, người đã ủy quyền cho xây dựng Trung tâm Thương mại Thế giới. Vào mùa hè, Cảng vụ thường lắp đặt 1 sân khấu di động đặt quay lưng về phía tháp Bắc cho người biểu diễn. Các buổi trình diễn được bố trí lẻ tẻ do diện tích quảng trường bị giới hạn khi được sử dụng một phần để đặt các tượng điêu khắc, đài phun nước. Các buổi trình diễn chỉ có sức chứa khoảng 6,000 người. Trong nhiều năm, quảng trường có nhiều cơn gió giật do bị ảnh hưởng bởi hiệu ứng Venturi do tháp đôi gây ra. Nhiều cơn gió mạnh đến mức có thể thổi bay cả người đi đường, phải dùng dây để hỗ trợ việc đi lại. Năm 1999, quảng trường mở cửa trở lại chào đón người dân tham quan sau khi trải qua quá trình nâng cấp, sửa chữa trị giá 12 triệu USD, bao gồm thay thế sàn cẩm thạch bằng sàn granite, lắp đặt thêm ghế đá, cây kiểng, nhà hàng, quầy kiốt thức ăn và quán ăn ngoài trời.

### Đài quan sát Top of the World

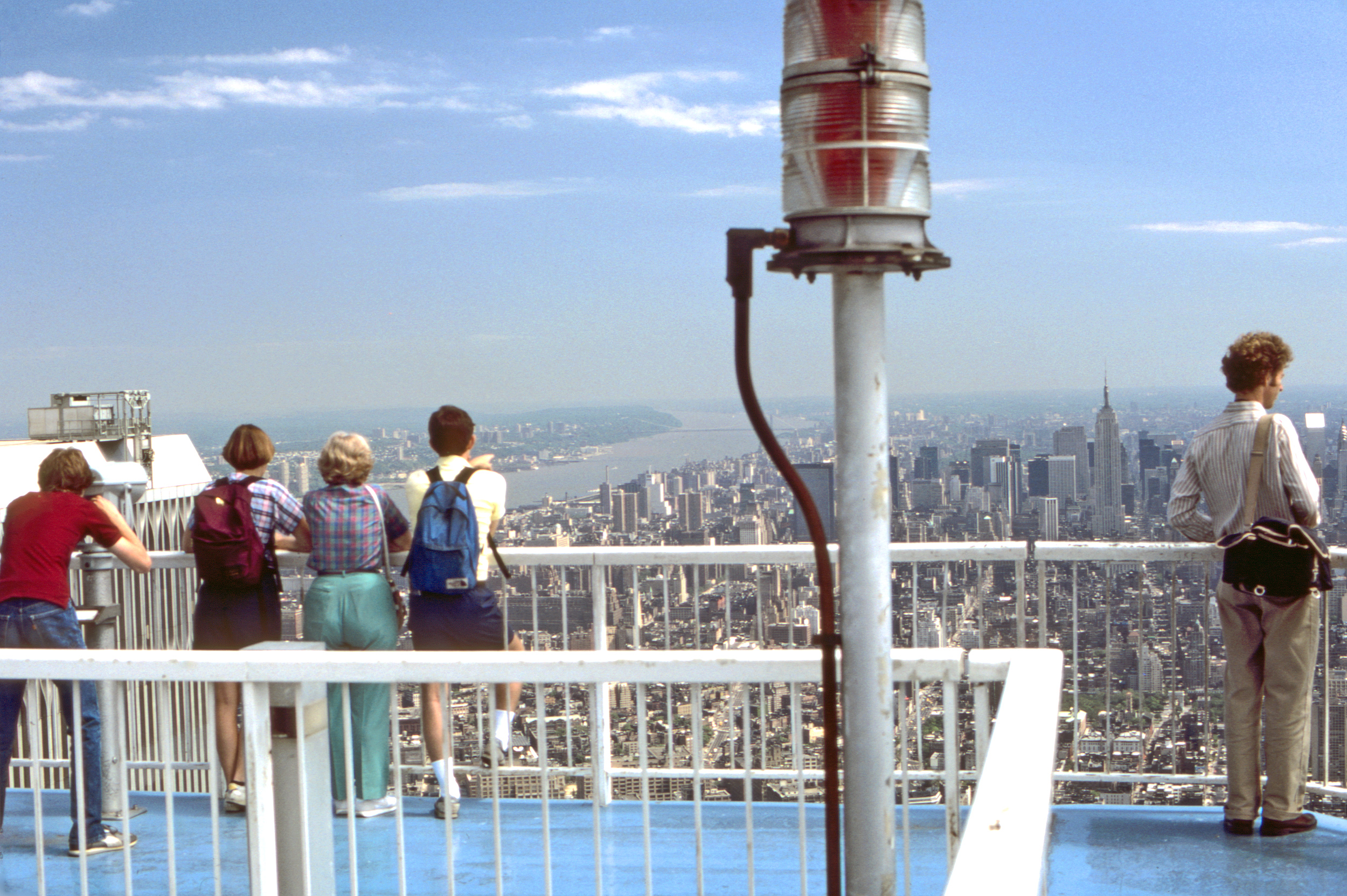
Đài quan sát trên tầng thượng, nhìn về hướng Bắc đối diện Trung Manhttan ngày 21 tháng 6 năm 1984.

Mặc dù hầu hết các khu vực của tổ hợp Trung tâm Thương mại Thế giới thuộc diện "không phận sự miễn vào", tháp Nam lại có khu dành cho mọi người được phép tham quan đó là 2 đài quan sát mang tên Top of the World. Sau khi mua vé tham quan, khách được yêu cầu phải kiểm tra an ninh (vốn được thêm vào sau sự kiện đánh bom Trung tâm Thương mại Thế giới năm 1993). Hành khách được đưa vào thang máy chính và chạy một mạch lên thẳng tầng 107. Các cửa sổ cách đều nhau 26 inch cho phép người từ bên trong quan sát khung cảnh bên ngoài. Năm 1995, Cảng vụ nâng cấp sửa chữa đài quan sát, sau đó cho Ogden Entertainment thuê để điều hành. Cảng vụ đã làm gia tăng tính hấp dẫn của quá trình tham quan, trong đó có việc cho chiếu một đoạn phim ngắn quay khung cảnh vòng quanh thành phố từ trực thăng. Khu ăn uống ở tầng 107 thiết kế theo chủ đề subway car (Toa tàu điện ngầm) mang đặc trưng của chuỗi cửa hàng hot dog Sbarro và Nathan's Famous. Nếu được cho phép, khách tham quan có thể leo lên thêm 2 tầng bộ để đến tầng thượng ở độ cao 1,377 ft (420 m). Vào những ngày trời quang mây tạnh, tầm nhìn có thể lên tới 50 dặm (80 km). Một hàng rào được đặt xung quanh để hạn chế người tìm đến tự tử. Sàn đài quan sát được lắp thụt vào trong và nâng cao lên, nên lớp hàng rào hầu như không thấy, chỉ thấy được lan can thường. Việc này khiến tầm nhìn không bị cản trở, không như đài quan sát của Empire State Building.

### Nhà hàng Windows on the World

Nội thất trong nhà hàng Windows on the World, ngày 4 tháng 11 năm 1999.

Windows on the World là nhà hàng trên tầng 106 & 107 của tháp Bắc, khai trương vào tháng 4 năm 1976. Được sáng lập bởi Joe Baum với chi phí 17 triệu USD. Cùng với nhà hàng chính, 2 chi nhánh khác cũng được mở ngay trên đây: Hors d'Oeuvrerie (phục vụ đồ ăn Đan Mạch vào buổi sáng và sushi vào buổi chiều), Cellar in the Sky (1 quán bar). Windows on the World đồng thời cũng có mở khóa đào tạo chuyên ngành rượu vang điều hành bởi Kevin Zraly.
Windows on the World bị đóng cửa sau vụ đánh bom năm 1993. Năm 1996, nhà hàng mở cửa trở lại, nhưng 2 chi nhánh cũ bị thay thế bằng 2 nhà hàng khác: the Greatest Bar on Earth và Wild Blue. Trong bản báo cáo kết quả kinh doanh năm 2000, Windows on the World thu về 37 triệu USD, trở hành nhà hàng có tổng doanh thu cao nhất Hoa Kỳ. Nhà hàng The Sky Dive trên tầng 44 trên tháp Bắc cũng là 1 chi nhánh của Windows on the World.
Trong năm hoạt động cuối cùng, Windows of the World vẫn nhận được nhiều lời đánh giá, phê bình khác nhau. Nhà phê bình ẩm thực của The New York Times Ruth Reichl nhận xét "không một ai đến Windows of the World mà chỉ để ăn cả, đến cả những con người kén chọn nhất trong khoản ăn uống cũng cảm thấy hài lòng khi dùng bữa tại một trong những điểm đến ưa thích nhất của du khách khi đến thăm New York này". Nhà hàng được cô đánh 2/4 sao, tức là mức "very good-rất tốt". Trong quyển Appetite City: A Culinary History of New York xuất bản năm 2009, William Grimes viết: "Tại Windows, New York là món chính".

### Những tòa nhà khác
Năm tòa nhà nhỏ hơn nằm trong khu vực 16 arce (15.000 m²) của khu tổ hợp. Gồm một khách sạn 22 tầng nằm hướng Tây Nam hoạt động từ năm 1981 với tên gọi Khách sạn Vista, năm 1995 đổi tên thành Marriott World Trade Center (WTC 3). Ba công trình thấp tầng khác (WTC 4, WTC 5, WTC 6) đều là những văn phòng làm việc xây dựng theo kỹ thuật khung thép bao quanh quảng trường. WTC 6 ở góc Tây Bắc, là trụ sở của Cục Hải quan và Biên phòng Hoa Kỳ. WTC 5 ở góc Đông Bắc với trạm tàu điện ngầm chạy bên dưới, và WTC 4 ở góc Đông Nam là trụ sở của Sàn Giao dịch Hàng hóa New York. Năm 1987 hoàn thành công trình WTC 7 cao 47 tầng, nằm ở phía Bắc của superblock. Bên dưới tổ hợp Trung tâm Thương mại Thế giới là trung tâm thương mại dưới lòng đất. Trung tâm thương mại được kết nối đến hàng loạt khu vực quan trọng khác trong đó có các tuyến tàu điện ngầm và PATH. Sâu dưới chân Trung tâm Thương mại Thế giới là hầm chứa vàng, thuộc quyền sở hữu của nhóm các ngân hàng thương mại khác nhau. Vụ nổ năm 1993 đã suýt ảnh hưởng đến hầm vàng. 7 tuần sau vụ tấn công 11/9, số kim loại quý trị giá 230 triệu USD được đem ra khỏi hầm ở WTC 4, trong đó bao gồm 3,800 thỏi vàng 100 Troy ounce 24K, 30,000 thỏi bạc 1,000 ounce.

## Những sự kiện chính

### Màn đi dây qua Trung tâm Thương mại Thế giới ngày 7 tháng 8 năm 1974
Ngày 7 tháng 8 năm 1974, Philippe Petit đã trình diễn màn đi dây thăng bằng giữa đỉnh tháp đôi Trung tâm Thương mại Thế giới. Khoảng cách giữa 2 tòa nhà là 42 m, cuộn cáp mà Petit sử dụng để bắc giữa 2 tòa nhà dài 61 m, nặng 440 lbs (200 kg). Ở độ cao hơn 400 m và không có đồ bảo hộ, Petit bắt đầu màn đi dây giữa 2 công trình cao nhất thế giới bấy giờ chỉ với một cây sào dài 9.1 m nặng 25 kg. Màn trình diễn của ông kéo dài 45 phút với 8 lần qua lại sợi cáp. Sau màn trình diễn, ngay sau khi rời khỏi dây, Petit ngay lập tức bị bắt. Mặc dù bị cáo buộc tội quấy rối trật tự, Chính quyền đã xử ông trắng án với điều kiện ông phải biểu diễn đi dây miễn phí tại Công viên Trung tâm cho trẻ em. Sự kiện sau này được chuyển thể thành phim Man on Wire năm 2008 và phim Bước đi thế kỷ năm 2015.

### Vụ cháy ngày 13 tháng 2 năm 1975
Ngày 13 tháng 2 năm 1975, một vụ hỏa hoạn mức độ 3 bất chợt bùng lên ở tầng 11 của tháp Bắc, sợi cáp điện thoại bị bén lửa, cháy lan theo đường dẫn dây, cáp, ống chạy dọc giữa các tầng, khiến lửa bao phủ từ tầng 9 đến tầng 14. Những khu vực bị cháy lan được dập tắt ngay lập tức, còn ngọn lửa khởi phát ở tầng 11 chỉ được khống chế hoàn toàn vài giờ sau đó, thiệt hại chủ yếu tập trung ở tầng 11, các tủ đựng giấy và hồ sơ, cồn phục vụ cho việc in ấn, cùng các thiết bị khác trong văn phòng vô tình trở thành nhiên liệu khiến ngọn lửa cháy dữ dội hơn. Lớp chống cháy bảo vệ các cấu trúc thép nên ngọn lửa hầu như không gây tổn hại gì đến kết cấu của tháp. Một phần nước để dập lửa được lấy từ các tầng thấp hơn bên dưới. Vào thời điểm đó, Trung tâm Thương mại Thế giới chưa được lắp đặt hệ thống chữa cháy sprinkler.

### Sự cố "Tiền thân 11/9"
Đêm ngày 20 tháng 2 năm 1981, là một buổi tối đầy sương mù cùng những cơn mưa nặng hạt, một chiếc Boeing 707 của hãng hàng không Aerolíneas Argentinas mang số hiệu 342 đang chuẩn bị hạ cánh xuống sân bay JFK thì các nhân viên tại trạm kiểm soát không lưu phát hiện chiếc máy bay đã hạ độ cao quá sớm. Khi được phát hiện, máy bay ở độ cao chỉ 1,500 feet (457.2 m) so với mặt đất, nguy cơ đâm trúng ăng-ten tại tháp Bắc, hoặc tệ hơn là đâm trúng tháp Bắc, là rất cao. Kiểm soát viên không lưu Donald Zimmerman đã phát đi báo động đến chiếc Argentine 342, nhờ đó máy bay không bay trực diện vào tòa tháp.

### Vụ đánh bom ngày 26 tháng 2 năm 1993

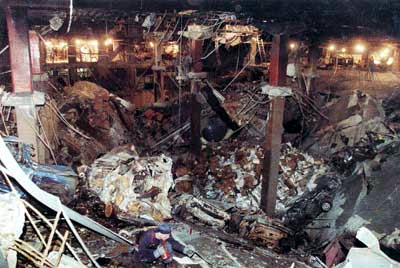
Hậu quả do vụ đánh bom để lại.

Vào lúc 12:17:37 trưa ngày 26 tháng 2 năm 1993, vụ tấn công khủng bố đầu tiên xảy ra. Một chiếc xe tải Ryder bên trong chứa 1,336 pound (606 kg) chất nổ do Ramzi Yousef sắp đặt, đã phát nổ ở gara dưới tầng hầm tháp Bắc. Vụ nổ tạo ra một hố sâu 100 feet (30 m) xuyên qua 5 tầng hầm, trong đó tầng B1 và B2 chịu thiệt hại nặng nhất, cấu trúc tầng B3 bị ảnh hưởng đáng kể, biến dạng. 6 người thiệt mạng, hơn 1,000 người bị thương, nhiều người trong số đó hít phải khí độc từ vụ nổ. Sheikh Omar Abdel Rahman cùng 4 cá nhân khác bị kết án do có nhúng tay tham gia vào vụ đánh bom, trong khi Yousef và Eyad Ismoil bị kết án vì nhận lệnh và thực hiện vụ đánh bom. Theo lời chủ tọa phiên tòa, mục đích chính của những kẻ chủ mưu tại thời điểm của cuộc tấn công đó là đánh sập một góc của tháp Bắc khiến tháp mất thăng bằng, sau đó đổ nhào vào tháp Nam, kéo theo cả 2 cùng đổ sập xuống.
Sau vụ đánh bom, nhiều tầng bị phá hủy buộc phải sửa chữa nhằm khôi phục lại kết cấu chịu lực của cột. Những bức tường hào chống thấm rơi vào tình trạng nguy hiểm khi mà bị mất đi tấm sàn hỗ trợ chống lại áp lực nước từ sông Hudson ở phía bên kia. Khu vực làm lạnh ở tầng B5, nơi điều hòa không khí cho toàn bộ khu phức hợp WTC, bị hư hỏng nặng. Sau vụ đánh bom, Cảng vụ đã lắp đặt đường phát quang trên dãy cầu thang bộ. Hệ thống báo cháy của toàn bộ khu phức hợp cần phải được thay thế do các thiết bị và dây điện bị phá hủy. Sau vụ khủng bố bằng bom, người ta cho xây dựng một hồ phản chiếu nhằm tưởng niệm các nạn nhân đã thiệt mạng trong vụ nổ, tên các nạn nhân được khắc xung quanh hồ. Tuy nhiên, hồ nước đã bị phá hủy trong vụ 11/9, tên của 6 nạn nhân thiệt mạng trong vụ 1993 sau được khắc trên hồ Bắc tại Bảo tàng Tưởng niệm Quốc gia 11/9.

### Tổ chức giải Vô địch cờ vua 1995
Giải vô địch cờ vua thế giới 1995 được tổ chức tại tầng 107 tháp Nam.

### Vụ cướp ngân hàng ngày 14 tháng 1 năm 1998
Vào ngày 14 tháng 1 năm 1998, Ralph Guarino, một thành viên của tổ chức Mafia, đã lấy được thẻ ra vào tòa nhà rồi lập thành một đội 3 người để hành động. Nhóm của Ralph Guarino đã cướp đi 1.6 triệu đô-la tiền mặt khi công ty bảo vệ Brink's đang vận chuyển số tiền lên tầng 11 tháp Bắc.

### Hợp đồng cho thuê 99 năm
Năm 1998, Cảng vụ xác nhận thông tin muốn tư hữu Trung tâm Thương mại Thế giới. Cụ thể, Cảng vụ mở gói thầu cho thuê toàn khu Trung tâm Thương mại Thế giới trong thời hạn 99 năm. Năm 2001, Cảng vụ bắt đầu tìm kiếm những bên có ý muốn tham gia gói thầu. Những nhà đầu tư tham gia đấu thầu bao gồm công ty Vornado Realty Trust, liên danh Brookfield Properties và Boston Properties, liên danh Silverstein Properties và Westfield Group. Số tiền thu được từ việc tư hữu Trung tâm Thương mại Thế giới sẽ được đưa vào ngân sách thành phố, cung cấp vốn cho các dự án khác từ Cảng vụ. Ngày 15 năm 2 năm 2001, Cảng vụ thông báo công ty Vornado Realty Trust đã trúng gói thầu cho thuê 99 năm với mức giá 3.25 tỉ USD, cao hơn Silverstein 600 triệu USD và Brookfield 750 triệu USD, mặc dù sau đó bên Silverstein đã đẩy mức giá đề nghị lên 3.22 tỉ, Brookfield đẩy lên 3.1 tỉ, Vornado vẫn thắng. Vornado có 20 ngày để ký xác nhận vào bản hợp đồng kể từ ngày 22 tháng 2 năm 2001, quá thời hạn, Cảng vụ sẽ chuyển sang thương lượng với các đối tác còn lại. Tuy nhiên Vornado đã yêu cầu thay đổi thỏa thuận vào phút chót, trong đó bao gồm giảm thời gian thuê xuống còn 39 năm thay vì 99 năm, điều mà Cảng vụ cho là không thể thương lượng. Vornado sau đó rút lui, Silverstein dành được gói thầu.

### Sự kiện 11 tháng 9 (Tóm tắt)

Một ngày trước vụ tấn công, góc nhìn từ Empire State.

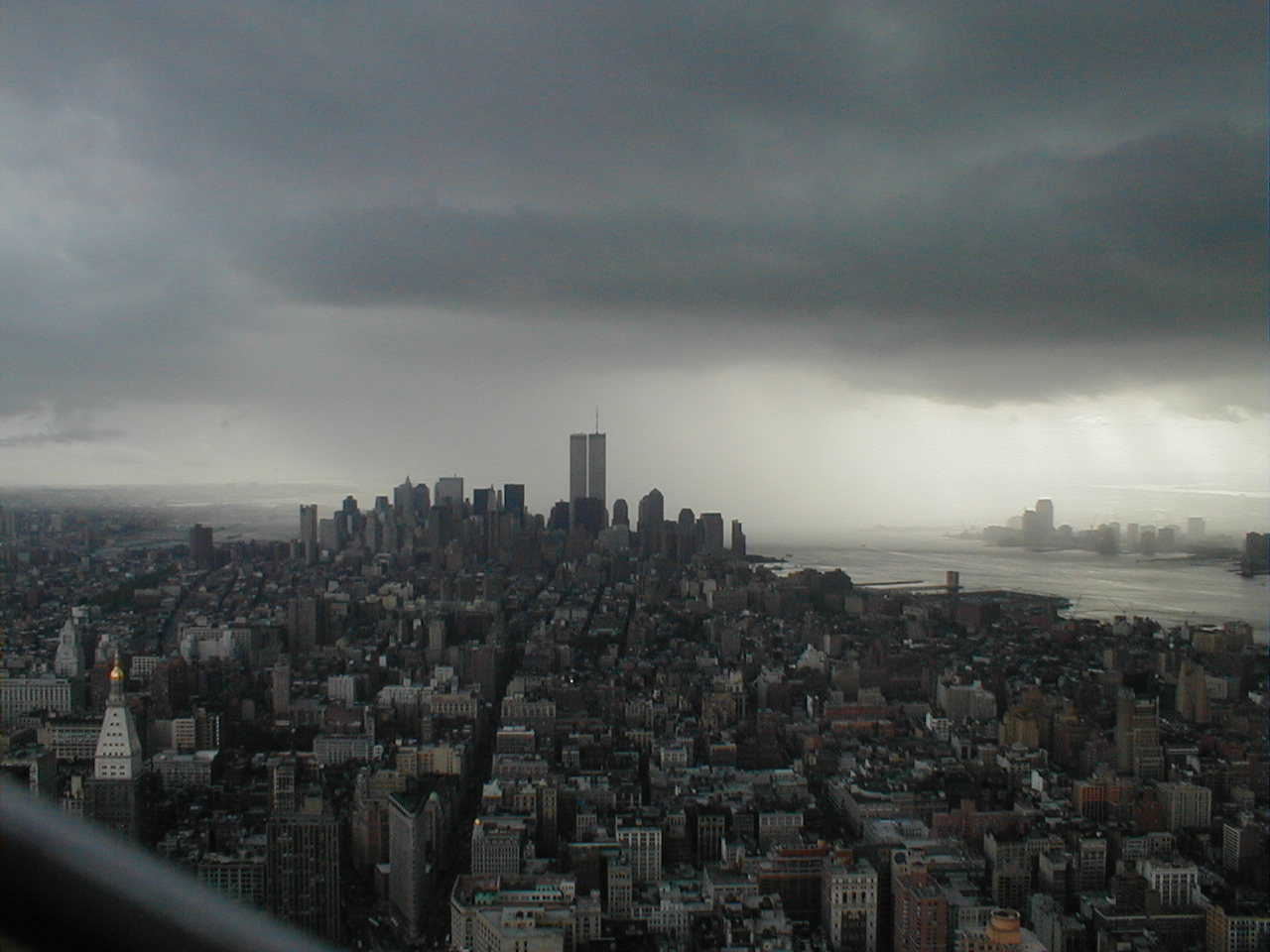
Một bức ảnh khác trước vụ tấn công 1 ngày.

Vào sáng thứ Ba ngày 11 tháng 9 năm 2001, bốn máy bay thương mại từ Đông Bắc Hoa Kỳ được lên kế hoạch hạ cánh xuống California. Khi những chiếc máy bay này đang trong lộ trình bay, chúng đã bị cướp bởi 19 tên khủng bố al-Qaeda. Hai trong số đó, chuyến bay 11 của American Airlines và chuyến bay 175 của United Airlines, lần lượt đâm vào tòa tháp Bắc và Nam của khu phức hợp Trung tâm Thương mại Thế giới ở Hạ Manhattan. Trong vòng 1 giờ 42 phút, cả hai tòa tháp 110 tầng đều sụp đổ. Sự sụp đổ của Trung tâm Thương mại Thế giới đã mở đầu cho sự sụp đổ của cấu trúc các tòa Trung tâm Thương mại Thế giới khác bao gồm Trung tâm Thương mại Thế giới số 7 và làm hư hại đáng kể những tòa nhà xung quanh. Chuyến bay thứ ba, chuyến bay 77 của American Airlines, khởi hành từ Sân bay Quốc tế Dulles đã bị cướp khi bay qua Ohio. Lúc 9:37 sáng, chuyến bay 77 đã đâm vào phía tây Lầu Năm Góc (trụ sở của quân đội Mỹ) ở quận Arlington, Virginia, làm sụp đổ một phần. Chuyến bay thứ tư và cũng là cuối cùng, chuyến bay 93 của United Airlines, ban đầu bay về hướng Washington, D.C. nhưng đã rơi xuống một cánh đồng ở Xã Stonycreek, Pennsylvania, gần Shanksville, lúc 10:03 sáng, sau cuộc giằng co giữa hành khách và không tặc. Các nhà điều tra xác định rằng mục tiêu của chuyến bay 93 là Điện Capitol hoặc Nhà Trắng.
Ngay sau khi các cuộc tấn công xảy ra, mọi mối nghi ngờ nhanh chóng đổ dồn về phía Al-Qaeda. Hoa Kỳ chính thức đáp trả bằng việc phát động Cuộc chiến chống khủng bố và đưa quân vào Afghanistan nhằm hạ bệ Taliban, vốn không tuân theo yêu cầu của Mỹ về việc trục xuất Al-Qaeda ra khỏi Afghanistan và dẫn độ thủ lĩnh Osama bin Laden. Nhiều quốc gia đã tăng cường ban hành các pháp lệnh chống khủng bố, mở rộng quyền hạn của những cơ quan thực thi pháp luật và cơ quan tình báo để ngăn chặn các cuộc tấn công khủng bố. Mặc dù ban đầu bin Laden phủ nhận bất kỳ sự liên quan nào, nhưng vào năm 2004, ông chính thức thừa nhận trách nhiệm về các vụ tấn công. Al-Qaeda và bin Laden cho rằng sự ủng hộ của Hoa Kỳ đối với Israel, sự hiện diện của quân đội Hoa Kỳ ở Ả Rập Xê-út và các biện pháp trừng phạt nhằm vào Iraq là nguyên do chính. Sau khi sống ẩn dật trong gần một thập kỷ, bin Laden bị ám sát trong một cuộc đột kích của quân đội Mỹ ở Pakistan vào năm 2011.
Việc Trung tâm Thương mại Thế giới và cơ sở hạ tầng lân cận bị phá hủy đã làm tổn thất nghiêm trọng đến nền kinh tế của thành phố New York và gây ra một cuộc suy thoái kinh tế toàn cầu. Không phận dân sự của Hoa Kỳ và Canada đã phải đóng cửa cho đến ngày 13 tháng 9, trong khi phiên giao dịch trên Phố Wall bị ngừng trệ cho đến ngày 17 tháng 9. Nhiều nơi đóng cửa, sơ tán và dỡ bỏ diễn ra sau đó nhằm bày tỏ sự thương tiếc hoặc lo ngại về các cuộc tấn công tiếp theo. Việc dọn dẹp khu vực Trung tâm Thương mại Thế giới được hoàn thành vào tháng 5 năm 2002 và Lầu Năm Góc đã được sửa chữa lại trong vòng một năm. Các cuộc tấn công đã khiến 2.977 người thiệt mạng, hơn 25.000 người bị thương và hậu quả sức khỏe kéo dài, cùng với thiệt hại về cơ sở hạ tầng và tài sản ít nhất 10 tỷ USD. Đây vẫn là vụ tấn công khủng bố đẫm máu nhất trong lịch sử nhân loại và là vụ việc gây chết chóc nhất đối với lính cứu hỏa và nhân viên thực thi pháp luật trong lịch sử Hoa Kỳ, với 340 và 72 người thiệt mạng. Việc xây dựng Trung tâm Thương mại Thế giới số Một bắt đầu vào tháng 11 năm 2006 và tòa nhà mở cửa vào tháng 11 năm 2014. Nhiều đài tưởng niệm đã được xây dựng, bao gồm Đài tưởng niệm & Bảo tàng Quốc gia ngày 11 tháng 9 ở Thành phố New York, Đài tưởng niệm Lầu Năm Góc ở Quận Arlington, Virginia và Đài tưởng niệm Quốc gia Chuyến bay 93 tại hiện trường vụ tai nạn ở Pennsylvania.

### Kiện cáo
Chưa đầy 4 tháng kể từ thương vụ cho thuê 99 năm, vụ 11/9 ập đến, toàn bộ khu phức hợp bị phá hủy. Trước đó, Silverstein đã có hợp đồng bảo hiểm trị giá 3.55 tỉ USD với hàng loạt các hãng bảo hiểm khác nhau. Theo bên Silverstein Properties, đây là 2 vụ việc độc lập nhau do 2 chiếc máy bay riêng biệt đâm vào 2 tòa nhà riêng biệt vào 2 thời điểm khác nhau, nên trên lý thuyết, số tiền đền bù ông được hưởng phải gấp đôi, tức 7.1 tỉ USD. Vụ kiện kéo dài trong 6 năm, kết thúc với mức bồi thường 4.577 tỉ USD. Tuy nhiên Silverstein không ôm hết số tiền đó mà chia với Cảng vụ. Đổi lại, Cảng vụ phải cùng hợp tác với Silverstein xây lại những tòa nhà.

## Phá hủy

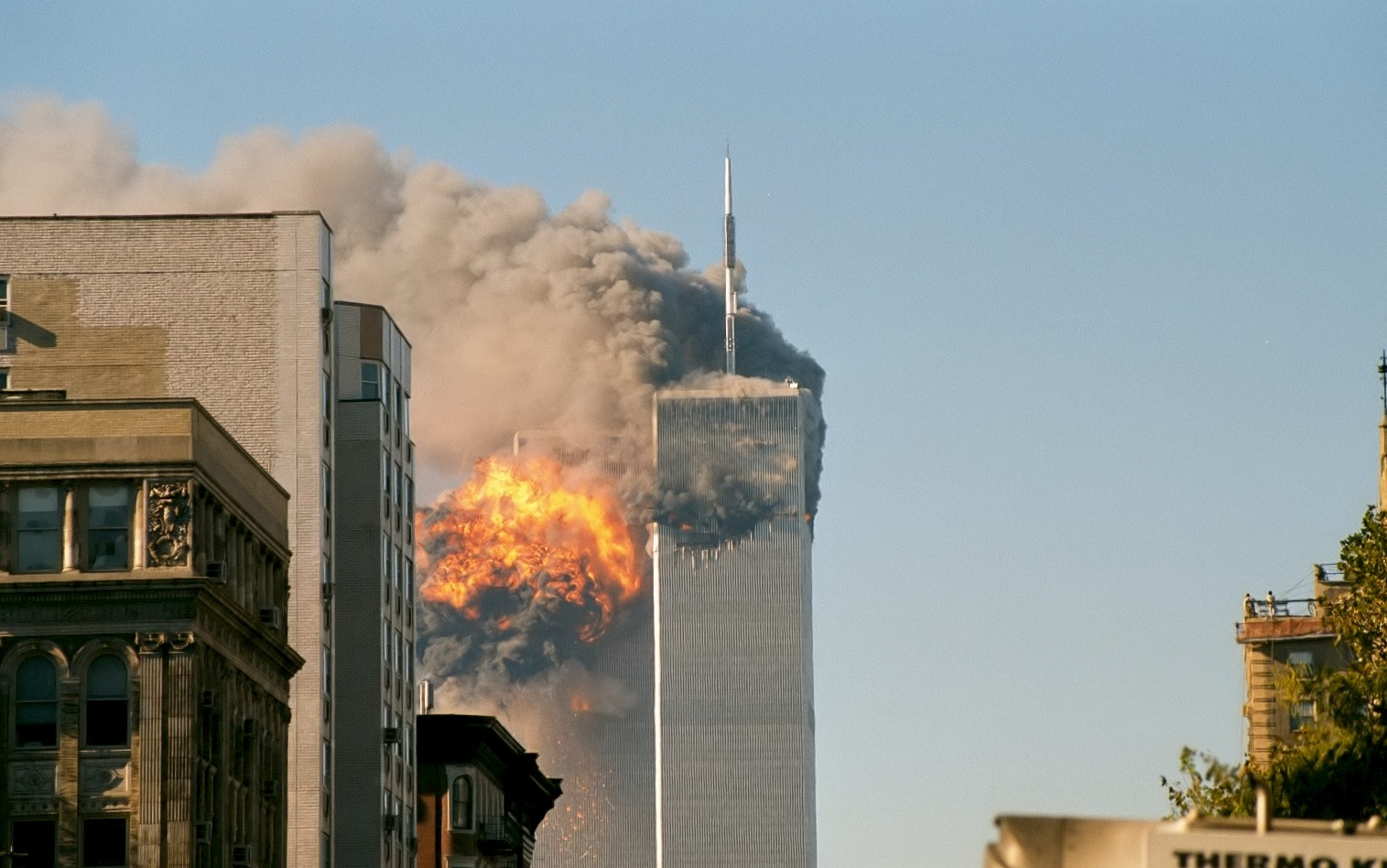
Khoảnh khắc chiếc United Airline 175 đâm vào WTC 2.

Ngày 11 tháng 9 năm 2001, nhóm khủng bố Hồi giáo cướp chiếc máy bay 11 của American Airlines đâm trực diện vào mặt phía Bắc tháp Bắc vào lúc 8:46:40 sáng. Máy bay đâm vào phá hủy từ tầng 93 đến 99. Lúc 9:03:11, chiếc thứ hai, lần này là chiếc 175 của United Airlines đâm vào góc Nam của tháp Nam, phá hủy từ tầng 77 đến 85. Cú đâm từ chuyến 11 khiến toàn bộ cầu thang của tháp 1 bị phá hủy, 1.344 người hoàn toàn bị mắc kẹt bên trên vùng va chạm. Cú đâm từ chuyến 175 do đâm vào góc nên 1 cầu thang bộ vẫn còn sử dụng được, tuy nhiên, chỉ có rất ít người ở trên vùng va chạm thoát ra được bên ngoài trước khi tòa nhà sụp xuống. Mặc dù tháp Nam bị đâm ở vị trí thấp hơn tháp Bắc rất nhiều, nhưng số người thiệt mạng lại ít hơn, khoảng gần 700 người.
Lúc 9:59:00, tháp Nam sụp xuống sau khi bị cháy trong 56 phút. Lửa làm kết cấu thép, thứ vốn đã bị yếu đi nhiều bởi vụ va chạm, nay càng yếu hơn do nở vì nhiệt, khiến công trình đổ sập. Lúc 10:28:22, tháp Bắc chịu chung số phận sau khi cháy 102 phút. Lúc 17:20:27 chiều, phần penthouse phía Đông WTC 7 bắt đầu sụp xuống. Toàn bộ WTC 7 hoàn toàn đổ sập xuống lúc 17:21 chiều do không kiểm soát được ngọn lửa đám cháy, gây ra phá vỡ kết cấu. Không ai thiệt mạng khi WTC 7 đổ xuống.
Khách sạn Marriott World Trade Center bị phá hủy do mảnh vỡ từ 2 tòa tháp trước đó đổ lên. 3 tòa nhà còn sót lại trong khu phức hợp Trung tâm Thương mại Thế giới bị hư hỏng rất nặng nên người ta quyết định phá hủy nốt chúng. Quá trình dọn dẹp mất tám tháng. Tòa nhà Deutsche Bank trên đường Liberty, đối diện khu Trung tâm Thương mại Thế giới được đánh giá là không còn an toàn để ở, phải dỡ bỏ để xây mới. Quá trình dỡ bỏ hoàn tất năm 2011. Đại sảnh Fiterman của trường Cao đẳng Cộng đồng Quận Manhattan nằm tại số 30 West Broadway cũng trong tình trạng hư hỏng nặng không thể sử dụng, phải xây mới lại hoàn toàn.

## Thống kê
Ngay sau cuộc tấn công, truyền thông dự đoán con số tử vong có thể lên đến hàng chục nghìn do thường ngày, số người ra vào đây không dưới 50,000. Viện Tiêu chuẩn và Kỹ thuật Quốc gia (NIST) dự đoán có khoảng 17,400 người đang ở trong tháp đôi khi vụ tấn công xảy ra. May thay con số thương vong thực tế thấp hơn dự đoán: 2,977 người thiệt mạng trong vụ tấn công (con số trên không bao gồm 19 tên không tặc), hơn 6,000 người bị thương. Trong đó, 2,606 người chết tại Trung tâm Thương mại Thế giới, 246 người trên 4 chiếc máy bay (không bao gồm 19 không tặc), 125 người ở Lầu Năm Góc. Trong số 2,606 người tại Trung tâm Thương mại Thế giới, 2,192 người là dân thường, 414 người là các cảnh sát, cứu hỏa,... đang làm nhiệm vụ. 2,507/2,977 người mang quốc tịch Mỹ, 470 nạn nhân còn lại đến từ 64 quốc gia khác nhau, chiếm 15.79%. Chỉ có 20 người sống sót được kéo ra từ đống đổ nát.

## Trung tâm Thương mại Thế giới mới

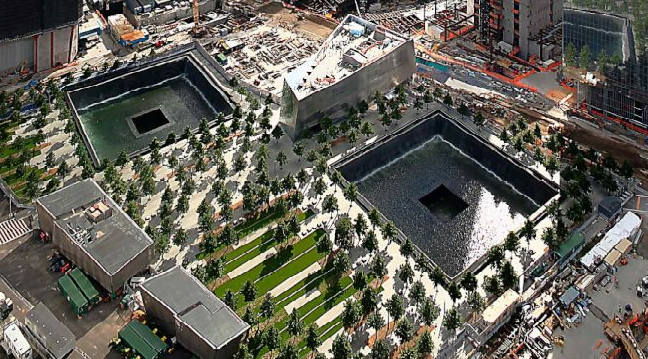
Bảo tàng Tưởng niệm Quốc gia 11/9.

Ngay trong năm sau, nhiều kế hoạch được đưa ra nhằm tái xây dựng Trung tâm Thương mại Thế giới. Cơ quan Phát triển Hạ Manhattan (Lower Manhattan Development Corporation, viết tắt LMDC) được thành lập tháng 11 năm 2001 để giám sát quá trình tái xây dựng cũng như tổ chức cuộc thi nhằm chọn ra ý tưởng thiết kế cho khu tưởng niệm. Bản Memory Foundation do Daniel Libeskind thiết kế được chọn làm ý tưởng chính, tuy nhiên thiết kế sau đó bị thay đổi nhiều chỗ so với ý tưởng ban đầu.
WTC 7 mọc lên đầu tiên, khánh thành ngày 23 năm 5 năm 2006, tiếp đến là phần tưởng niệm và phần bảo tàng của Khu Tưởng niệm và Bảo tàng Quốc gia 11/9 mở cửa lần lượt vào ngày 11 tháng 9 năm 2011 và 21 tháng 5 năm 2014, WTC 1 vào ngày 3 tháng 11 năm 2014, WTC 4 vào 13 tháng 11 năm 2013, WTC 3 vào 11 tháng 6 năm 2018.
Trần Xuâm Long